# Susan Helms
Susan Jane „Sue“ Helms (* 26. Februar 1958 in Charlotte, Bundesstaat North Carolina, USA) ist eine ehemalige US-amerikanische Astronautin und Generalleutnant der USAF.

## Ausbildung
Helms absolvierte 1976 die Parkrose Senior High School in Portland (Oregon). Sie erhielt 1980 einen Bachelor in Luftfahrttechnik von der United States Air Force Academy. 1985 erwarb sie von der Stanford University einen Master in Raumfahrttechnik.

## Astronautentätigkeit
Mit der Raumfähre Endeavour startete Helms als Missionsspezialistin am 13. Januar 1993 zur Mission STS-54. Hauptziele dieser Mission waren das Aussetzen des 200 Millionen Dollar teuren Tracking and Data Relay Satellite (TDRS-F) und Versuche zur Röntgenastronomie mit dem Diffuse X-ray Spectrometer (DXS).
Am 9. September 1994 startete sie mit der Raumfähre Discovery zur Mission STS-64. Während dieser Mission wurde das laseroptische Radarsystems LITE getestet. Eine weitere Aufgabe war das Aussetzen und Bergen des astronomischen Forschungssatelliten SPARTAN-201, einem frei fliegendem Satelliten zur Erforschung des Sonnenwindes und der Sonnenkorona.
Als Missionsspezialistin flog Helms mit der Raumfähre Columbia (STS-78) zu dem bis dahin längsten Flug eines Space Shuttles (16d 21h 48 m). Aufgabe waren Schwerelosigkeitsexperimente im Life and Microgravity Spacelab (LMS), die als Grundlage für zukünftige Experimente auf der Internationalen Raumstation (ISS) benötigt wurden.
Mit der Mission STS-101 wurden ca. 1500 kg Ausrüstungsgegenstände, Hardware und Versorgungsgüter für die geplante erste Stammbesatzung der ISS mit Hilfe des Spacehab und des Integrated Cargo Carrier (ICC) befördert. Helms war Missionsspezialistin für das Rendezvous mit der ISS. Außerdem war sie für die Reparatur des ersten Moduls Sarja der ISS verantwortlich.
Helms arbeitete als Mitglied der ISS-Expedition 2 für 163 Tage auf der ISS. Sie startete mit der Raumfähre Discovery (STS-102) am 8. März 2001 zur Space Station. Die Crew der Expedition 2 installierte und testete den in Kanada gebauten ISS-Roboterarm. Außerdem installierte Helms die mit der Mission STS-104 gebrachte Luftschleuse Quest. Des Weiteren empfing sie bei dieser Mission gemeinsam mit der Sojus-Besatzung den ersten Weltraumtouristen, Dennis Tito. Am 22. August 2001 kehrte Helms mit der Raumfähre Discovery (STS-105) zurück zur Erde.
Am 11. März 2001 stellte sie mit der längsten Außenbordtätigkeit (8 h, 56 m) gemeinsam mit Jim Voss einen Rekord auf.

## Nach der NASA
Am 27. Juni 2002 verließ Helms die US-Raumfahrtbehörde und nahm ihren aktiven Dienst in der US-Luftwaffe wieder auf. Sie ging ans Air Force Space Command (AFSPC), das sich auf der Peterson Air Force Base in Colorado befindet. Dort war sie Abteilungsleiterin der Space Control Division. Anschließend kam sie nach Florida und stand bis Februar 2005 dem 45. Space Wing auf der Patrick Air Force Base nahe Cape Canaveral als Vizekommandantin vor. Danach war sie Stellvertreterin für die Pilotenausbildung an der Randolph Air Force Base in Texas. Mit der Beförderung zum Brigadegeneral am 23. Juni 2006 übernahm sie die Leitung des 45. Space Wing und zeichnete für alle Starts von der Cape Canaveral Air Force Station verantwortlich.
Mit ihrer Beförderung zum Generalmajor am 2. August 2009 wechselte Helms zum United States Strategic Command auf der Offutt Air Force Base in Nebraska. Am 21. Januar 2011 wurde sie zum Generalleutnant befördert. Im Jahr 2013 nominierte sie Präsident Obama zur Stellvertretenden Oberkommandierenden des Air Force Space Command. 2014 ging Helms in den Ruhestand. Sie ist damit eine von nur vier Raumfahrern (Helms, Stafford, Chilton, Truly), die in diese Rangklasse der US-Streitkräfte aufstiegen.
In ihrer aktiven Zeit als Testpilotin absolvierte sie Flüge auf mehr als 30 verschiedenen Flugzeugtypen der USAF und der Royal Canadian Air Force.
2020 wurde Helms in die National Academy of Engineering gewählt.